# ساکورا موتوکی
ساکورا موتوکی (به ژاپنی: 元木咲良،  زادهٔ ۲۰ فوریهٔ ۲۰۰۲) یک کشتی‌گیر آزادکار اهل کشور ژاپن است.
از افتخارات وی می‌توان به کسب مدال طلا بازی‌های المپیک ۲۰۲۴ پاریس و مدال نقره قهرمانی کشتی جهان ۲۰۲۳ و مدال برنز قهرمانی کشتی جهان ۲۰۲۲ اشاره کرد.